# Кабесас-де-Аламбре
Кабесас-де-Аламбре (ісп. Cabezas de Alambre) — муніципалітет в Іспанії, у складі автономної спільноти Кастилія-і-Леон, у провінції Авіла. Населення — 182 особи (2010).
Муніципалітет розташований на відстані близько 110 км на північний захід від Мадрида, 33 км на північ від Авіли.

## Демографія
Динаміка населення (INE ):